# Juan Leguía Swayne
Juan Leguía Swayne (1899-1951) fue un aviador y marino peruano. Hijo del presidente Augusto B. Leguía, fue acusado de enriquecimiento ilícito y sufrió prisión junto con su padre.

## Biografía
Fue el segundo hijo de Augusto B. Leguía de su matrimonio con Julia Swayne y Mariátegui. Recibió instrucción de piloto civil en Inglaterra y obtuvo su brevete en 1914. Fue asimilado a la Real Fuerza Aérea (RAF) y luchó en la Primera Guerra Mundial.
De vuelta al Perú en 1920, siendo su padre presidente de la República, fue asimilado a la Armada Peruana con el grado de capitán de corbeta, y nombrado primero director del Servicio de Hidroaviación de Ancón y luego del Servicio de Aviación Militar. En 1921 viajó a Estados Unidos con la misión de adquirir aviones.
El 18 de marzo de 1922 se casó en Francia con Emma Gutiérrez Fernández Cabada, con quien tuvo tres hijas, una de ellas casada con un nieto del presidente José Pardo y Barreda.
Durante el régimen de su padre (llamado después el Oncenio) participó en las millonarias operaciones de préstamo con los bancos estadounidenses, dinero que fue usado mayormente en las grandes obras públicas. Cuando en 1931 el Senado de los Estados Unidos decidió investigar las operaciones efectuadas por los bancos y por las personas con bonos o acciones extranjeras en aquel país, se descubrió que Juan Leguía había recibido 415.000 dólares de los bancos J. & W. Seligman y el National City Company para facilitar los empréstitos. Se dijo entonces que el presidente Leguía no se enteró de esta entrega. Este episodio fue registrado en la obra The great crash, 1929, de John Kenneth Galbraith, como un caso emblemático de corrupción ligada a las operaciones de endeudamiento en los años previos a la crisis de 1929. Cabe mencionar también que la casa Seligman vendió los bonos de la deuda peruana al público estadounidense con copiosas utilidades, bonos que luego se esfumaron, afectando a gran número de inversionistas.
En marzo de 1930 Juan Leguía fue ascendido a coronel de aviación. A la caída de su padre fue encarcelado junto con él y sometido a juicio por enriquecimiento ilícito. Para tal efecto se creó el Tribunal de Sanción Nacional. La sentencia se dio el 7 de enero de 1931, hallándosele culpable junto con su padre y su hermano Augusto Leguía Swayne, siendo condenados moral y económicamente a devolver 25 millones de soles al Estado. En la prisión, Juan atendió a su padre, que se hallaba muy enfermo de la próstata, en medio de las más penosas condiciones, estando encerrado en una celda tapiada, sucia y con pobre ventilación. Al agravarse su padre, trasladaron a este al Hospital Naval de Bellavista, donde falleció.
Posteriormente Juan viajó a Chile donde radicó hasta su fallecimiento a los 52 años con el grado de coronel CAP (antecedente de la FAP).